# Strike Fighter Squadron 97
Escadron de chasseur d'attaque 97
Le Strike Fighter Squadron 97 (VFA-97), également connu sous le nom de "Warhawks", est un escadron de F-35C Lighting II de l'US Navy stationné à la Naval Air Station Lemoore (NAS Lemoore), en Californie. Leur indicatif radio est "Warhawk". Il s'agit du deuxième escadron de F-35C opérationnel de la Marine.
L'escadron a été initialement créé sous le nom d'Attack Squadron 97 (VA-97) le 1er juin 1967 et renommé VFA-97 le 24 janvier 1991.

## Insigne et surnom de l'escadron
L'insigne original de l'escadron VA-97 a été approuvé par le chef des opérations navales le 6 mars 1968 et ils ont été appelés les « Warhawks » depuis leur création. Selon le Naval History & Heritage Command : « L'escadron a continué à utiliser son ancien insigne approuvé pour VA-97. L'escadron n'a pas demandé de changement de désignation à sa bannière suite à sa redésignation en VFA-97. »

## Historique

### Années 1960
Le VA-97 a été créé le 1er juin 1967 et affecté au Carrier Air Wing Fourteen (CVW 14).
- Premier déploiement : Embarquement sur l'USS Constellation (CV-64) en 1968 et premières missions de combat, pilotant le A-7A Corsair II, durant la guerre du Vietnam.

### Années 1970

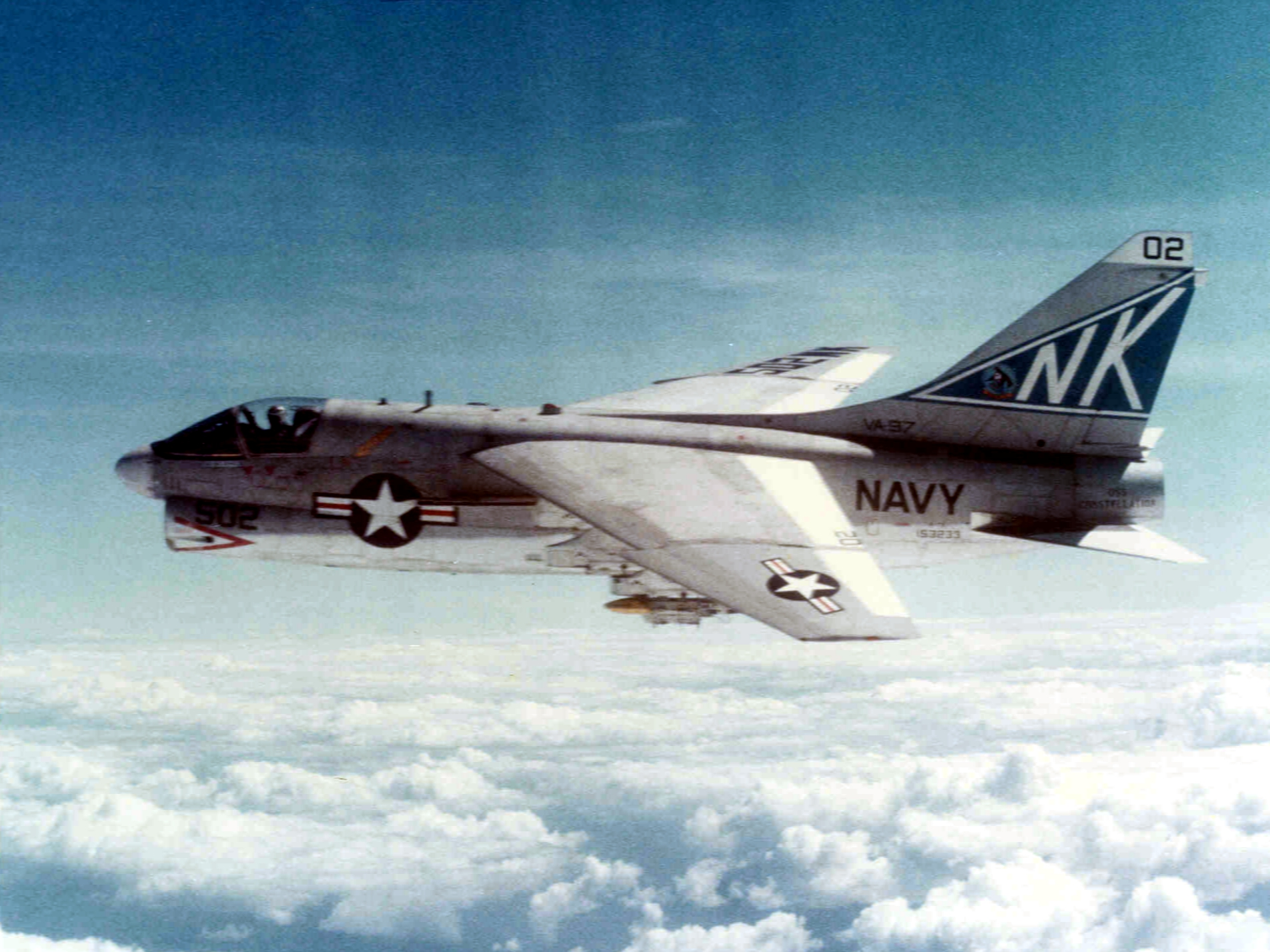
Corsair II (VA-97) sur le Golfe du Tonkin en 1968

- Deuxième déploiement (février 1971) : Embarquement sur l'USS Enterprise (CVN-65) (Base navale de Norfolk) pour rejoindre la Naval Air Station Alameda son nouveau port d'attache d'Alameda, en Californie.
- Troisième déploiement (juin 1971) : Embarquement sur l'USS Enterprise. En décembre de la même année, après le déclenchement de la guerre indo-pakistanaise de 1971, l'USS Enterprise a opéré dans le golfe du Bengale jusqu'à la cessation des hostilités à la fin décembre.
- Quatrième déploiement (septembre 1972) : Avec l'USS Enterprise, participation à l'Opération Linebacker et à l'Opération Linebacker II (guerre du Vietnam)[2].
- Cinquième déploiement (avril 1975) : participation à l'Opération Frequent Wind et a fourni un soutien aérien pour l'évacuation du personnel américain et vietnamien lors de la Chute de Saïgon.

En mars 1976, le VA-97 a remporté le prix "Triple Crown" de l'aviation navale, remportant le prix Wade McClusky en tant que meilleur escadron d'attaque de l'US Navy, le CNO Aviation Safety Award (en) (également connu sous le nom de Safety "S") et leBattle Efficiency Award (en) de la Pacific Fleet(également connu sous le nom de Battle "E").
- Sixième déploiement (juillet 1976) : à bord de l'USS Enterprise avec CVW-14. Le retour de l'escadron au NAS Lemoore en mai 1977 a marqué l'achèvement de cinq ans et plus de 25.000 heures de vol sans incident, faisant du VA-97 le premier escadron à atteindre cette marque.
- Septième déploiement (avril 1978) : à bord de l'USS Enterprise. En mai de cette année-là, l'escadron a dépassé six ans et plus de 30.000 heures de vol sans encombre.
- Huitième déploiement (novembre 1979) : à bord de l'USS Coral Sea (CV-43), au large de la côte sud de l'Iran.

### Années 1980

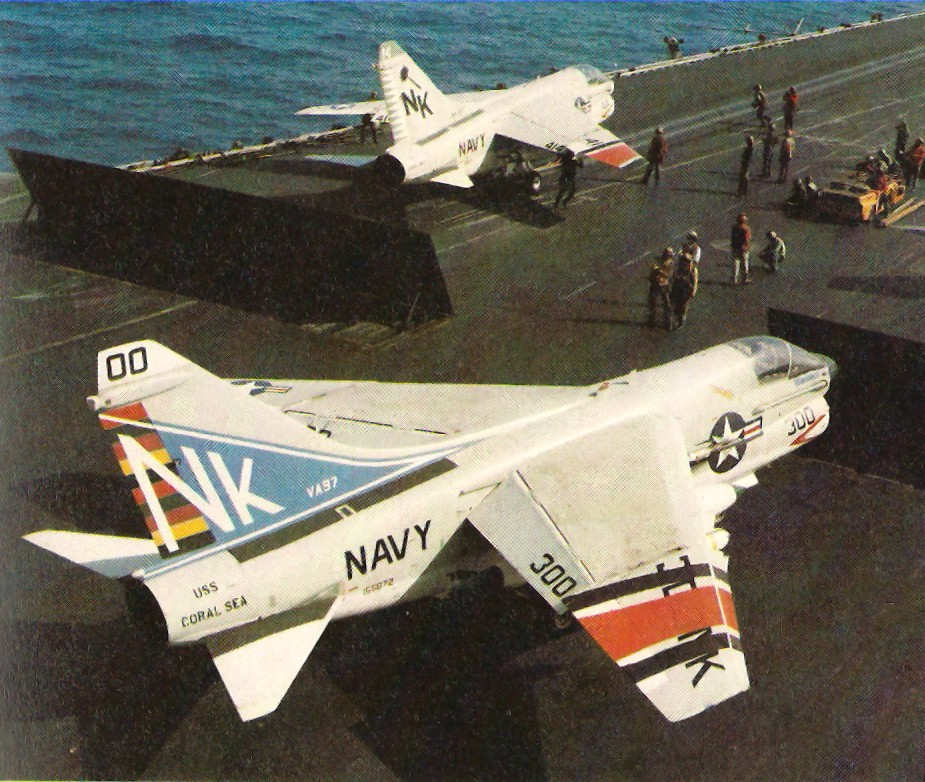
VA-97 sur l'USS Coral Sea lors de l'opération Eagle Claw en avril 1980

En avril 1980, alors qu'il était embarqué sur l'USS Coral Sea, le VA-97 faisait partie du groupe de travail impliqué dans le soutien de l'opération Eagle Claw, la tentative de sauvetage des otages iraniens.
- Neuvième et dixième déploiement (1981 à 1983) : navigation autour du monde.
- Onzième déploiement (octobre 1984) : à bord de l'USS Carl Vinson (CVN-70), alors le plus récent porte-avions de l'US Navy. L'escadron a participé à FleetEx 85, impliquant cinq groupements tactiques de porte-avions et soixante-cinq navires de divers pays.
- Douzième déploiement (août 1986) : à bord de l'USS Carl Vinson, au-dessus de la chaîne des îles Aléoutiennes dans la mer de Béring.
- Treizième déploiement (juin 1988) : à bord de l'USS Carl Vinson pour le soutien des convois de l'opération Earnest Will dans le golfe d'Oman et le détroit d'Ormuz. En juillet 1988, lors des Jeux olympiques d'été de 1988 à Séoul, en Corée, l'USS Carl Vinson a opéré au large des côtes coréennes. Le déploiement s'est terminé avec l'escadron remportant le Battle Efficiency Award (en).

En 1989, l'escadron a remporté le prix commémoratif LTJG Bruce Carrier pour l'excellence de la maintenance et le prix "S" du chef des opérations navales de la sécurité aérienne.*

### Années 1990
- Quatorzième déploiement (1990) : soutient les forces de la coalition des Nations unies en participant à l' opération Southern Watch en Irak et à l'appui de l'opération Restore Hope en Somalie.
- Quinzième déploiement : dernier déploiement WESTPAC avec l'A-7 Corsair.

Le 24 janvier 1991, le VA-97 a été renommé Strike Fighter Squadron 97 (VFA-97) et est passé au F/A-18A Hornet. 
- Seizième déploiement (été 1991) :, l'escadron s'est envolé pour le NAS Norfolk et a embarqué sur l'USS Kitty Hawk (CV-63) pour son transit autour du cap Horn. À la fin de 1992, l'escadron s'est déployé dans le WESTPAC à l'appui de l' opération Southern Watch (OSW) au-dessus de l'Irak ainsi que de l'opération Restore Hope en Somalie. L'escadron est retourné au NAS Lemoore en mai 1993.
- Dix-septième déploiement (juin 1994) : dernier déploiement en tant que membre du Carrier Air Wing Fifteen (CVW-15) sur l'USS Kitty Hawk[4].
- Dix-huitième déploiement (octobre 1995) : l'escadron a rejoint le Carrier Air Wing Eleven (CVW-11) à bord de l'USS Kitty Hawk[5].L'escadron a reçu le Battle "E" de 1996, le prix LTJG Bruce Carrier pour l'excellence de la maintenance et le prix Scott Kirby pour l'excellence des munitions.
- Dix-neuvième déploiement (décembre 1997) : le CVW-11 et l'escadron ont été affectés à l'USS Carl Vinson (CVN-70). L'escadron a effectué des missions de combat soutenant l'opération Desert Fox, retournant au NAS Lemoore en mai 1999.

### Années 2000

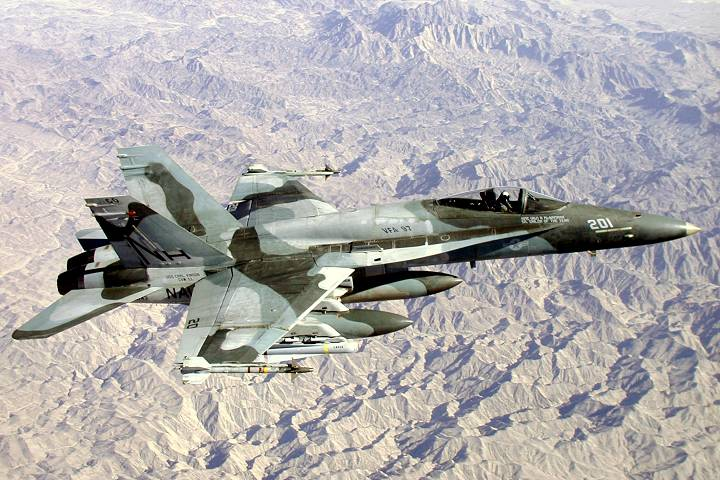
Un F/A-18A Hornet du VFA-97 avec des missiles AGM-65 Mavericks

- Vingtième déploiement (juillet 2001) : à bord du le l'USS Carl Vinson. Après les attentats du 11 septembre 2001, le porte-avions et son aile aérienne se sont précipités vers la mer d'Arabie du Nord et ont mené des opérations de combat soutenues à l'appui de l'opération Enduring Freedom. L'escadron a effectué plus de 3.000 heures de vol, 1.340 sorties et un taux d'achèvement des sorties de combat de 99 %, sur une période de dix semaines.
- Vingt et unième déploiement (2003) : à bord de l'USS Nimitz (CVN-68) rattaché au CVW-11, effectuant des centaines de sorties de combat à l'appui de l'opération Iraqi Freedom. C'était la dernière fois que les F-18A seraient utilisés au combat. (La patrouille acrobatique Blue Angels les pilotent toujours ). Après son retour, l'escadron est passé du F/A-18A au F/A-18C.
- Vingt deuxième déploiement (2004) :le VFA-97 a été affecté au Marine Aircraft Group 12 en tant que premier escadron de la Marine à participer au Marine Corps Air Station Iwakuni, au Japon.
- Vingt troisième (2006) et vingt quatrième déploiement (2008):  au MCAS Iwakuni.
- Vingt quatrième déploiement (2009) : L'escadron a rejoint le CVW-11 et l'USS Nimitz au retour d'Iwakuni.

### Années 2010
À la fin de 2013, le VFA-97 a commencé la transition avec le F/A-18E Super Hornet et à partir de 2015, il est devenu opérationnel

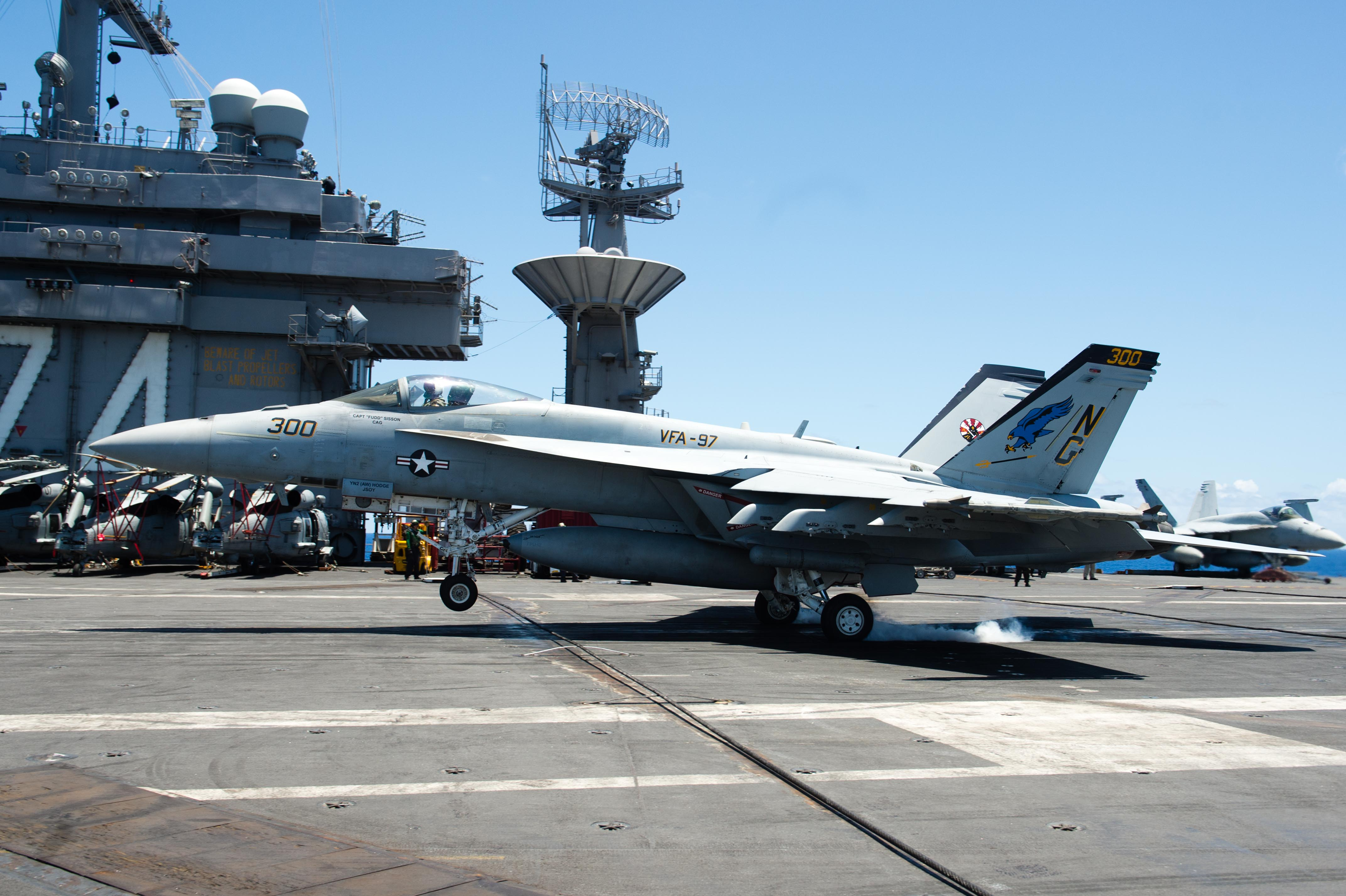
Appontage du Super Hornet sur l'USS John C. Stennis en 2016

En 2019, les Warhawks sont revenus au NAS Lemoore après un déploiement dans le monde entier qui comprenait des opérations dans ls différentes flottes américaines. Le VFA_97 a soutenu des opérations de combat en Afghanistan et en Irak/Syrie dans le cadre de l'Operation Freedom's Sentinel (en) et des opérations Resolute Support, Inherent Resolve et Deliberate Resolve. À partir du 1er juillet, l'escadron a été temporairement affecté à des fonctions d'escadron d'agresseur et est resté avec Carrier Air Wing Nine (CVW-9).
En septembre 2019, il a été annoncé que les Warhawks avaient été sélectionnés comme prochain escadron pour passer au F-35C Lightning II au début de 2021. En décembre 2019, les Warhawks ont été réaffectés au Carrier Air Wing Eight (CVW-8) et à l'USS Gerald R. Ford (CVN-78).

### Années 2020
L'escadron a reçu son premier F-35C en octobre 2021.

## Récompenses
Le VFA-97 a remporté le prix Wade McClusky, trois prix Safety "S", deux prix LTJG Bruce Carrier Memorial pour l'excellence de la maintenance, deux prix Scott Kirby pour l'excellence des munitions et deux prix Captain Michael J. Estocin, remportant deux fois la triple couronne. 
En plus il a rapporté :
- 1 Joint Meritorious Unit Award,
- 3 Navy Unit Commendation,
- 8 Meritorious Unit Commendation,
- 6 Navy E Ribbon,
- 2 Navy Expeditionary Medal,
- 3 National Defense Service Medal,
- 2 Global War on Terrorism Expeditionary Medal,
- Humanitarian Service Medal,
- 24 Sea Service Ribbon.